# Sigtunaskolan
Sigtunaskolan var ett privat läroverk och senare gymnasieskola i Sigtuna. År 1980 uppgick det i Sigtunaskolan Humanistiska Läroverket.

## Historia
Skolan grundades 1924 av teologen Harry Cullberg med en fyraårig realskola och ett fyraårigt latin- och realgymnasium. 
Skolan fick 1931 rätt examinera för studentexamen vilken därefter gavs till 1968. Realexamen gavs från omkring 1928 till 1966.